# Aeropuerto de Fráncfort del Meno

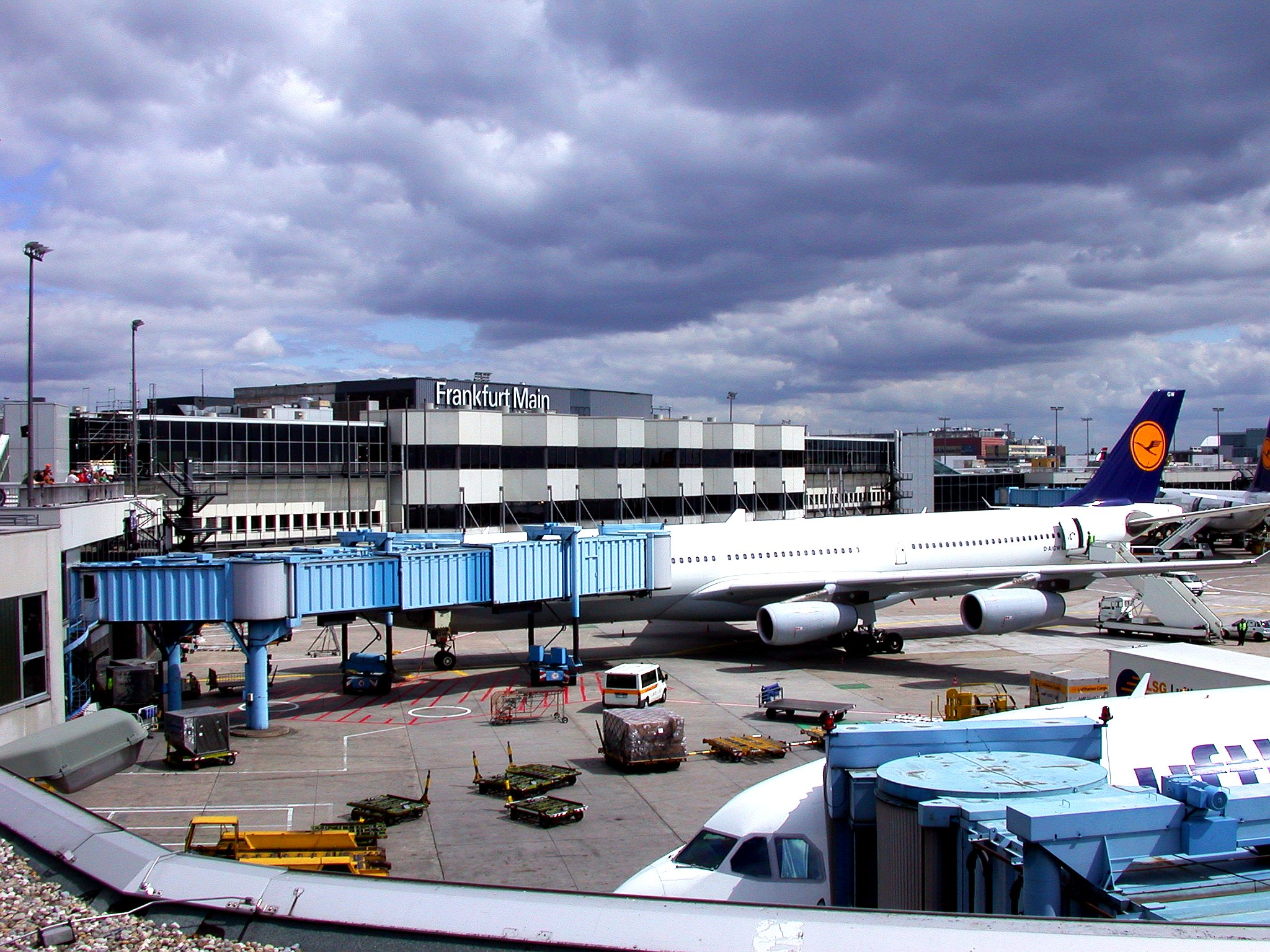
Terminal 1 en operaciones.

El Aeropuerto de Fráncfort del Meno (del alemán: Flughafen Frankfurt am Main) (IATA: FRA, OACI: EDDF) también conocido como Rhein-Main-Flughafen, está localizado cerca de Fráncfort del Meno, Alemania, la quinta ciudad del país y uno de los mayores centros financieros del mundo. Es el aeropuerto más grande de Alemania y sirve como escala de vuelos internacionales de todo el mundo. Ocupa una superficie de 21 km² y tiene capacidad para unos 70 millones de pasajeros al año.
El aeropuerto es la base de operaciones de la empresa alemana Lufthansa, pero debido a la congestión que sufre este aeropuerto, decidió dividir el tráfico entre Fráncfort y el Aeropuerto de Múnich.
En términos de pasajeros, el aeropuerto de Fráncfort es el tercero en Europa tras Londres-Heathrow y París-Charles de Gaulle y el número 11 del mundo. En 2018 transportó a más de 70 millones de pasajeros y 2,1 millones de toneladas de carga.
La parte sur del aeropuerto fue la base aérea estadounidense de Rhein-Main desde 1947 hasta 2005, cuando el aeropuerto fue adquirido por Fraport.
Existen actualmente proyectos para ampliar el aeropuerto con una cuarta pista de aterrizaje y despegue (ya finalizada y operativa) y una nueva terminal, con las modificaciones necesarias para que el aeropuerto pueda atender al Airbus A380. Incluyendo un edificio para el mantenimiento de dicho avión, el cual se construiría cerca de la antigua base aérea estadounidense.

## Historia
El Aeropuerto y la base aérea fueron abiertos en 1936 y era el segundo aeropuerto más grande de Alemania (después del Aeropuerto de Berlín-Tempelhof de Berlín).
Después de la guerra, este aeropuerto sirvió como la base principal de operaciones de Alemania Occidental para el puente aéreo con Berlín.
El aeropuerto no surgió como una escala principal internacional hasta 1972, cuando fue abierta una nueva terminal de pasajeros (ahora denominada Terminal 1).

## Aerolíneas y destinos

### Vuelos nacionales
| Berlín             | Aeropuerto de Berlín-Brandeburgo Willy Brandt | Lufthansa          |
| Bremen             | Aeropuerto de Bremen                          | Lufthansa          |
| Dresde             | Aeropuerto de Dresde                          | Lufthansa          |
| Düsseldorf         | Aeropuerto de Düsseldorf                      | Lufthansa          |
| Friedrichshafen    | Aeropuerto de Friedrichshafen                 | Lufthansa Regional |
| Hamburgo           | Aeropuerto de Hamburgo                        | Lufthansa          |
| Hannover           | Aeropuerto de Hannover                        | Lufthansa          |
| Leipzig-Halle      | Aeropuerto de Leipzig/Halle                   | Lufthansa Regional |
| Múnich             | Aeropuerto de Múnich-Franz Josef Strauss      | Lufthansa          |
| Münster-Osnabrück  | Aeropuerto de Münster/Osnabrück               | Lufthansa Regional |
| Núremberg          | Aeropuerto de Núremberg                       | Lufthansa          |
| Ostwestfalen-Lippe | Aeropuerto de Paderborn-Lippstadt             | Lufthansa          |
| Stuttgart          | Aeropuerto de Stuttgart                       | Lufthansa          |
| Sylt               | Aeropuerto de Sylt                            | Lufthansa          |

### Vuelos internacionales
| Ciudades por países                        | Nombre del aeropuerto                                     | Aerolíneas                                                |        |        |        |
| África                                     | África                                                    | África                                                    | África | África | África |
| ------------------------------------------ | --------------------------------------------------------- | --------------------------------------------------------- | ------ | ------ | ------ |
| Argelia                                    |                                                           |                                                           |        |        |        |
| Argel                                      | Aeropuerto Internacional Houari Boumedienne               | Air Algérie / Lufthansa                                   |        |        |        |
| Angola                                     |                                                           |                                                           |        |        |        |
| Luanda                                     | Aeropuerto Internacional Quatro de Fevereiro              | Lufthansa                                                 |        |        |        |
| Cabo Verde                                 |                                                           |                                                           |        |        |        |
| Isla de Boa Vista                          | Aeropuerto Internacional Aristides Pereira                | TUIfly                                                    |        |        |        |
| Isla de Sal                                | Aeropuerto Internacional Amílcar Cabral                   | TUIfly                                                    |        |        |        |
| Egipto                                     |                                                           |                                                           |        |        |        |
| El Cairo                                   | Aeropuerto Internacional de El Cairo                      | Egyptair / Lufthansa                                      |        |        |        |
| Hurgada                                    | Aeropuerto Internacional de Hurghada                      | Condor / TUIfly                                           |        |        |        |
| Marsa Alam                                 | Aeropuerto Internacional de Marsa Alam                    | TUIfly                                                    |        |        |        |
| Etiopía                                    |                                                           |                                                           |        |        |        |
| Adís Abeba                                 | Aeropuerto Internacional Bole                             | Ethiopian / Lufthansa                                     |        |        |        |
| Ghana                                      |                                                           |                                                           |        |        |        |
| Acra                                       | Aeropuerto Internacional Kotoka                           | Lufthansa                                                 |        |        |        |
| Guinea Ecuatorial                          |                                                           |                                                           |        |        |        |
| Malabo                                     | Aeropuerto Internacional de Malabo                        | Lufthansa                                                 |        |        |        |
| Kenia                                      |                                                           |                                                           |        |        |        |
| Mombasa                                    | Aeropuerto Internacional Moi                              | Condor                                                    |        |        |        |
| Nairobi                                    | Aeropuerto Internacional Jomo Kenyatta                    | Lufthansa                                                 |        |        |        |
| Marruecos                                  |                                                           |                                                           |        |        |        |
| Agadir                                     | Aeropuerto de Agadir-Al Massira                           | TUIfly / Condor / Ryanair                                 |        |        |        |
| Casablanca                                 | Aeropuerto Internacional Mohámmed V                       | Lufthansa / Royal Air Maroc                               |        |        |        |
| Marrakech                                  | Aeropuerto de Marrakech-Menara                            | Air Arabia Maroc / Lufthansa                              |        |        |        |
| Nador                                      | Aeropuerto Internacional de Nador                         | Royal Air Maroc                                           |        |        |        |
| Mauricio                                   |                                                           |                                                           |        |        |        |
| Port Louis                                 | Aeropuerto Internacional Sir Seewoosagur Ramgoolam        | Condor                                                    |        |        |        |
| Namibia                                    |                                                           |                                                           |        |        |        |
| Windhoek                                   | Aeropuerto Internacional de Windhoek Hosea Kutako         | Condor                                                    |        |        |        |
| Nigeria                                    |                                                           |                                                           |        |        |        |
| Abuya                                      | Aeropuerto Internacional Nnamdi Azikiwe                   | Lufthansa                                                 |        |        |        |
| Lagos                                      | Aeropuerto Internacional Murtala Muhammed                 | Lufthansa                                                 |        |        |        |
| Port Harcourt                              | Aeropuerto Internacional de Port Harcourt                 | Lufthansa                                                 |        |        |        |
| Seychelles                                 |                                                           |                                                           |        |        |        |
| Mahé                                       | Aeropuerto Internacional de Seychelles                    | Condor                                                    |        |        |        |
| Sudáfrica                                  |                                                           |                                                           |        |        |        |
| Ciudad del Cabo                            | Aeropuerto Internacional de Ciudad del Cabo               | Lufthansa                                                 |        |        |        |
| Johannesburgo                              | Aeropuerto Internacional de Johannesburgo                 | Lufthansa                                                 |        |        |        |
| Tanzania                                   |                                                           |                                                           |        |        |        |
| Kilimanjaro                                | Aeropuerto Internacional del Kilimanjaro                  | Condor                                                    |        |        |        |
| Túnez                                      |                                                           |                                                           |        |        |        |
| Enfidha                                    | Aeropuerto Internacional Enfidha-Hammamet                 | Tunisair                                                  |        |        |        |
| Túnez                                      | Aeropuerto Internacional de Túnez-Cartago                 | Lufthansa / Tunisair                                      |        |        |        |
| Yerba                                      | Aeropuerto Internacional de Yerba-Zarzis                  | Tunisair                                                  |        |        |        |
| Tanzania                                   |                                                           |                                                           |        |        |        |
| Zanzíbar                                   | Aeropuerto Internacional de Zanzíbar                      | Condor                                                    |        |        |        |
| Norteamérica                               |                                                           |                                                           |        |        |        |
| Canadá (5 destinos, 4 aerolíneas)          |                                                           |                                                           |        |        |        |
| Calgary                                    | Aeropuerto Internacional de Calgary                       | Air Canada                                                |        |        |        |
| Montreal                                   | Aeropuerto Internacional Pierre Elliott Trudeau           | Air Canada                                                |        |        |        |
| Toronto                                    | Aeropuerto Internacional Toronto Pearson                  | Air Canada / Condor (Estacional) / Lufthansa              |        |        |        |
| Vancouver                                  | Aeropuerto Internacional de Vancouver                     | Air Canada / Condor (Estacional) / Lufthansa              |        |        |        |
| Whitehorse                                 | Aeropuerto Internacional de Whitehorse Erik Nielsen       | Condor (Estacional)                                       |        |        |        |
| Estados Unidos (29 destinos, 6 aerolíneas) |                                                           |                                                           |        |        |        |
| Anchorage                                  | Aeropuerto Internacional Ted Stevens Anchorage            | Condor (Estacional)                                       |        |        |        |
| Atlanta                                    | Aeropuerto Internacional Hartsfield-Jackson               | Delta Air Lines / Lufthansa                               |        |        |        |
| Austin                                     | Aeropuerto Internacional de Austin-Bergstrom              | Lufthansa                                                 |        |        |        |
| Boston                                     | Aeropuerto Internacional Logan                            | Lufthansa                                                 |        |        |        |
| Charlotte                                  | Aeropuerto Internacional de Charlotte-Douglas             | American Airlines                                         |        |        |        |
| Chicago                                    | Aeropuerto Internacional O'Hare                           | Lufthansa / United Airlines                               |        |        |        |
| Dallas-Fort Worth                          | Aeropuerto Internacional de Dallas-Fort Worth             | American Airlines / Lufthansa                             |        |        |        |
| Denver                                     | Aeropuerto Internacional de Denver                        | Lufthansa / United Airlines                               |        |        |        |
| Detroit                                    | Aeropuerto Internacional de Detroit                       | Delta Air Lines / Lufthansa                               |        |        |        |
| Fairbanks                                  | Aeropuerto Internacional de Fairbanks                     | Condor (Estacional)                                       |        |        |        |
| Filadelfia                                 | Aeropuerto Internacional de Filadelfia                    | Lufthansa                                                 |        |        |        |
| Houston                                    | Aeropuerto Intercontinental George Bush                   | Lufthansa / United Airlines                               |        |        |        |
| Las Vegas                                  | Aeropuerto Internacional Harry Reid                       | Condor / Discover Airlines (Estacional)                   |        |        |        |
| Los Ángeles                                | Aeropuerto Internacional de Los Ángeles                   | Lufthansa                                                 |        |        |        |
| Miami                                      | Aeropuerto Internacional de Miami                         | Lufthansa                                                 |        |        |        |
| Mineápolis                                 | Aeropuerto Internacional de Mineápolis-Saint Paul         | Lufthansa                                                 |        |        |        |
| Newark                                     | Aeropuerto Internacional Libertad de Newark               | Lufthansa / United Airlines                               |        |        |        |
| Nueva York                                 | Aeropuerto Internacional John F. Kennedy                  | Condor / Delta Air Lines / Lufthansa / Singapore Airlines |        |        |        |
| Orlando                                    | Aeropuerto Internacional de Orlando                       | Lufthansa                                                 |        |        |        |
| Pittsburgh                                 | Aeropuerto Internacional de Pittsburgh                    | Condor (Estacional)                                       |        |        |        |
| Portland                                   | Aeropuerto Internacional de Portland                      | Condor (Estacional)                                       |        |        |        |
| Raleigh                                    | Aeropuerto Internacional de Raleigh-Durham                | Lufthansa                                                 |        |        |        |
| San Diego                                  | Aeropuerto Internacional de San Diego                     | Lufthansa                                                 |        |        |        |
| San Francisco                              | Aeropuerto Internacional de San Francisco                 | Lufthansa / United Airlines                               |        |        |        |
| Seattle                                    | Aeropuerto Internacional de Seattle-Tacoma                | Condor / Lufthansa                                        |        |        |        |
| Tampa                                      | Aeropuerto Internacional de Tampa                         | Lufthansa                                                 |        |        |        |
| Washington D. C.                           | Aeropuerto Internacional de Washington-Dulles             | Lufthansa / United Airlines                               |        |        |        |
| México                                     |                                                           |                                                           |        |        |        |
| Cancún                                     | Aeropuerto Internacional de Cancún                        | Condor / Discover Airlines                                |        |        |        |
| Ciudad de México                           | Aeropuerto Internacional de la Ciudad de México           | Lufthansa                                                 |        |        |        |
| San José del Cabo                          | Aeropuerto Internacional de Los Cabos                     | Condor                                                    |        |        |        |
| Tulum                                      | Aeropuerto Internacional de Tulum                         | Discover Airlines                                         |        |        |        |
| Centroamérica y El Caribe                  |                                                           |                                                           |        |        |        |
| Barbados                                   |                                                           |                                                           |        |        |        |
| Bridgetown                                 | Aeropuerto Internacional Grantley Adams                   | Condor                                                    |        |        |        |
| Costa Rica                                 |                                                           |                                                           |        |        |        |
| San José                                   | Aeropuerto Internacional Juan Santamaría                  | Condor / Lufthansa                                        |        |        |        |
| Jamaica                                    |                                                           |                                                           |        |        |        |
| Montego Bay                                | Aeropuerto Internacional Sangster                         | Condor                                                    |        |        |        |
| Panamá                                     |                                                           |                                                           |        |        |        |
| Ciudad de Panamá                           | Aeropuerto Internacional de Tocumen                       | Condor (inicia el 11 de junio de 2025)                    |        |        |        |
| Puerto Rico                                |                                                           |                                                           |        |        |        |
| San Juan                                   | Aeropuerto Internacional Luis Muñoz Marín                 | Condor                                                    |        |        |        |
| República Dominicana                       |                                                           |                                                           |        |        |        |
| Punta Cana                                 | Aeropuerto Internacional de Punta Cana                    | Condor                                                    |        |        |        |
| San Felipe de Puerto Plata                 | Aeropuerto Internacional Gregorio Luperón                 | Condor                                                    |        |        |        |
| Trinidad y Tobago                          |                                                           |                                                           |        |        |        |
| Tobago                                     | Aeropuerto Internacional Arturo Napoleón Raymond Robinson | Condor                                                    |        |        |        |
| Sudamérica                                 |                                                           |                                                           |        |        |        |
| Argentina                                  |                                                           |                                                           |        |        |        |
| Buenos Aires                               | Aeropuerto Internacional Ministro Pistarini               | Lufthansa                                                 |        |        |        |
| Brasil                                     |                                                           |                                                           |        |        |        |
| Río de Janeiro                             | Aeropuerto Internacional de Galeão                        | Lufthansa                                                 |        |        |        |
| São Paulo                                  | Aeropuerto Internacional de São Paulo-Guarulhos           | LATAM Brasil / Lufthansa                                  |        |        |        |
| Colombia                                   |                                                           |                                                           |        |        |        |
| Bogotá                                     | Aeropuerto Internacional El Dorado                        | Lufthansa                                                 |        |        |        |
| Asia                                       |                                                           |                                                           |        |        |        |
| Arabia Saudita                             |                                                           |                                                           |        |        |        |
| Dammam                                     | Aeropuerto Internacional de Dammam-Rey Fahd               | Lufthansa                                                 |        |        |        |
| Riad                                       | Aeropuerto Internacional Rey Khalid                       | Lufthansa / Saudia                                        |        |        |        |
| Yida                                       | Aeropuerto Internacional Rey Abdulaziz                    | Lufthansa / Saudia                                        |        |        |        |
| Armenia                                    |                                                           |                                                           |        |        |        |
| Ereván                                     | Aeropuerto Internacional de Zvartnots                     | Turkmenistan Airlines                                     |        |        |        |
| Azerbaiyán                                 |                                                           |                                                           |        |        |        |
| Bakú                                       | Aeropuerto Internacional Heydar Aliyev                    | Azerbaijan Airlines / Lufthansa                           |        |        |        |
| Baréin                                     |                                                           |                                                           |        |        |        |
| Manama                                     | Aeropuerto Internacional de Baréin                        | Gulf Air / Lufthansa                                      |        |        |        |
| Brunéi                                     |                                                           |                                                           |        |        |        |
| Bandar Seri Begawan                        | Aeropuerto Internacional de Brunéi                        | Royal Brunei Airlines                                     |        |        |        |
| Catar                                      |                                                           |                                                           |        |        |        |
| Doha                                       | Aeropuerto Internacional Hamad                            | Qatar Airways                                             |        |        |        |
| China                                      |                                                           |                                                           |        |        |        |
| Changsha                                   | Aeropuerto Internacional de Changsha-Huanghua             | China Southern Airlines                                   |        |        |        |
| Chengdu                                    | Aeropuerto Internacional de Chengdú-Shuangliu             | Air China                                                 |        |        |        |
| Guangzhou                                  | Aeropuerto Internacional de Cantón-Baiyun                 | China Southern Airlines                                   |        |        |        |
| Nankín                                     | Aeropuerto Internacional de Nankín-Lukou                  | Lufthansa                                                 |        |        |        |
| Pekín                                      | Aeropuerto Internacional de Pekín-Daxing                  | Air China / Lufthansa                                     |        |        |        |
| Qingdao                                    | Aeropuerto Internacional de Qingdao-Liuting               | Lufthansa                                                 |        |        |        |
| Shanghái                                   | Aeropuerto Internacional Pudong                           | Air China / China Eastern Airlines / Lufthansa            |        |        |        |
| Shenyang                                   | Aeropuerto Internacional Taoxian                          | Lufthansa                                                 |        |        |        |
| Shenzhen                                   | Aeropuerto Internacional de Shenzhen-Bao'an               | Air China                                                 |        |        |        |
| Wuhan                                      | Aeropuerto Internacional de Wuhan                         | Air China / Lufthansa                                     |        |        |        |
| Corea del Sur                              |                                                           |                                                           |        |        |        |
| Seúl                                       | Aeropuerto Internacional de Incheon                       | Asiana Airlines / Korean Air / Lufthansa                  |        |        |        |
| EAU                                        |                                                           |                                                           |        |        |        |
| Abu Dabi                                   | Aeropuerto Internacional de Abu Dabi                      | Etihad Airways                                            |        |        |        |
| Dubái                                      | Aeropuerto Internacional de Dubái                         | Emirates / Lufthansa                                      |        |        |        |
| Filipinas                                  |                                                           |                                                           |        |        |        |
| Manila                                     | Aeropuerto Internacional de Manila                        | Lufthansa / Philippine Airlines                           |        |        |        |
| Hong Kong                                  |                                                           |                                                           |        |        |        |
| Hong Kong                                  | Aeropuerto Internacional de Hong Kong                     | Cathay Pacific / Lufthansa                                |        |        |        |
| Georgia                                    |                                                           |                                                           |        |        |        |
| Tiflis                                     | Aeropuerto Internacional de Tiflis                        | Georgian Airways                                          |        |        |        |
| India                                      |                                                           |                                                           |        |        |        |
| Bangalore                                  | Aeropuerto Internacional Kempegowda                       | Lufthansa                                                 |        |        |        |
| Bombay                                     | Aeropuerto Internacional Chhatrapati Shivaji              | Air India / Lufthansa                                     |        |        |        |
| Chennai                                    | Aeropuerto Internacional de Chennai                       | Lufthansa                                                 |        |        |        |
| Nueva Delhi                                | Aeropuerto Internacional Indira Gandhi                    | Air India / Lufthansa                                     |        |        |        |
| Indonesia                                  |                                                           |                                                           |        |        |        |
| Yakarta                                    | Aeropuerto Internacional Soekarno-Hatta                   | Lufthansa                                                 |        |        |        |
| Irak                                       |                                                           |                                                           |        |        |        |
| Bagdad                                     | Aeropuerto Internacional de Bagdad                        | Iraqi Airways                                             |        |        |        |
| Erbil                                      | Aeropuerto Internacional de Erbil                         | Lufthansa                                                 |        |        |        |
| Irán                                       |                                                           |                                                           |        |        |        |
| Teherán                                    | Aeropuerto Internacional Imán Jomeini                     | Iran Air / Lufthansa                                      |        |        |        |
| Israel                                     |                                                           |                                                           |        |        |        |
| Tel Aviv                                   | Aeropuerto Internacional Ben Gurión                       | El Al / Lufthansa                                         |        |        |        |
| Japón                                      |                                                           |                                                           |        |        |        |
| Nagoya                                     | Aeropuerto Internacional Chūbu Centrair                   | Lufthansa                                                 |        |        |        |
| Tokio                                      | Aeropuerto Internacional de Haneda                        | All Nippon Airways / Lufthansa                            |        |        |        |
| Tokio                                      | Aeropuerto Internacional de Narita                        | Japan Airlines / Lufthansa                                |        |        |        |
| Jordania                                   |                                                           |                                                           |        |        |        |
| Amán                                       | Aeropuerto Internacional Queen Alia                       | Lufthansa / Royal Jordanian                               |        |        |        |
| Kazajistán                                 |                                                           |                                                           |        |        |        |
| Almatý                                     | Aeropuerto Internacional de Almatý                        | Lufthansa / Air Astana                                    |        |        |        |
| Atyrau                                     | Aeropuerto de Atyrau                                      | Air Astana                                                |        |        |        |
| Nursultán                                  | Aeropuerto Internacional Nursultán Nazarbáyev             | Lufthansa / Air Astana                                    |        |        |        |
| Oral                                       | Aeropuerto de Oral                                        | Air Astana                                                |        |        |        |
| Kuwait                                     |                                                           |                                                           |        |        |        |
| Ciudad de Kuwait                           | Aeropuerto Internacional de Kuwait                        | Kuwait Airways / Lufthansa                                |        |        |        |
| Líbano                                     |                                                           |                                                           |        |        |        |
| Beirut                                     | Aeropuerto Internacional Rafic Hariri                     | Lufthansa / Middle East Airlines                          |        |        |        |
| Maldivas                                   |                                                           |                                                           |        |        |        |
| Malé                                       | Aeropuerto Internacional de Malé                          | Condor                                                    |        |        |        |
| Malasia                                    |                                                           |                                                           |        |        |        |
| Kuala Lumpur                               | Aeropuerto Internacional de Kuala Lumpur                  | Condor                                                    |        |        |        |
| Omán                                       |                                                           |                                                           |        |        |        |
| Mascate                                    | Aeropuerto Internacional de Seeb                          | Oman Air                                                  |        |        |        |
| República de China                         |                                                           |                                                           |        |        |        |
| Taipéi                                     | Aeropuerto Internacional de Taiwán Taoyuan                | China Airlines                                            |        |        |        |
| Singapur                                   |                                                           |                                                           |        |        |        |
| Singapur                                   | Aeropuerto Internacional de Singapur                      | Lufthansa / Singapore Airlines                            |        |        |        |
| Tailandia                                  |                                                           |                                                           |        |        |        |
| Bangkok                                    | Aeropuerto Internacional Suvarnabhumi                     | Lufthansa / Thai Airways                                  |        |        |        |
| Phuket                                     | Aeropuerto Internacional de Phuket                        | Thai Airways                                              |        |        |        |
| Tayikistán                                 |                                                           |                                                           |        |        |        |
| Dusambé                                    | Aeropuerto Internacional de Dusambé                       | Somon Air                                                 |        |        |        |
| Turkmenistán                               |                                                           |                                                           |        |        |        |
| Asjabad                                    | Aeropuerto de Asjabad                                     | Lufthansa / Turkmenistan Airlines                         |        |        |        |
| Turquía                                    |                                                           |                                                           |        |        |        |
| Ankara                                     | Aeropuerto Internacional Esenboğa                         | Lufthansa                                                 |        |        |        |
| Antalya                                    | Aeropuerto de Antalya                                     | Lufthansa / SunExpress                                    |        |        |        |
| Dalaman                                    | Aeropuerto de Dalaman                                     | SunExpress                                                |        |        |        |
| Esmirna                                    | Aeropuerto de Esmirna-Adnan Menderes                      | SunExpress                                                |        |        |        |
| Estambul                                   | Aeropuerto de Estambul                                    | Lufthansa / Turkish Airlines                              |        |        |        |
| Estambul                                   | Aeropuerto Internacional Sabiha Gökçen                    | Turkish Airlines / Pegasus Airlines                       |        |        |        |
| Uzbekistán                                 |                                                           |                                                           |        |        |        |
| Taskent                                    | Aeropuerto Internacional de Taskent                       | Uzbekistan Airways                                        |        |        |        |
| Urgench                                    | Aeropuerto de Urgench                                     | Uzbekistan Airways                                        |        |        |        |
| Vietnam                                    |                                                           |                                                           |        |        |        |
| Ciudad de Ho Chi Minh                      | Aeropuerto Internacional de Tan Son Nhat                  | Vietnam Airlines                                          |        |        |        |
| Hanói                                      | Aeropuerto Internacional de Nội Bài                       | Vietnam Airlines                                          |        |        |        |
| Europa                                     |                                                           |                                                           |        |        |        |
| Albania                                    |                                                           |                                                           |        |        |        |
| Tirana                                     | Aeropuerto Internacional Madre Teresa                     | Lufthansa                                                 |        |        |        |
| Austria                                    |                                                           |                                                           |        |        |        |
| Graz                                       | Aeropuerto de Graz                                        | Austrian Airlines                                         |        |        |        |
| Innsbruck                                  | Aeropuerto de Innsbruck                                   | Austrian Airlines                                         |        |        |        |
| Linz                                       | Aeropuerto de Linz                                        | Lufthansa Regional                                        |        |        |        |
| Salzburgo                                  | Aeropuerto de Salzburgo                                   | Austrian Airlines                                         |        |        |        |
| Viena                                      | Aeropuerto Internacional de Viena                         | Austrian Airlines / Lufthansa                             |        |        |        |
| Bélgica                                    |                                                           |                                                           |        |        |        |
| Bruselas                                   | Aeropuerto de Bruselas-National                           | Lufthansa Regional                                        |        |        |        |
| Bulgaria                                   |                                                           |                                                           |        |        |        |
| Sofía                                      | Aeropuerto de Sofía                                       | Bulgaria Air / Lufthansa / Wizz Air                       |        |        |        |
| Croacia                                    |                                                           |                                                           |        |        |        |
| Dubrovnik                                  | Aeropuerto de Dubrovnik                                   | Croatia Airlines                                          |        |        |        |
| Split                                      | Aeropuerto de Split                                       | Croatia Airlines                                          |        |        |        |
| Zagreb                                     | Aeropuerto de Zagreb-Pleso                                | Croatia Airlines / Lufthansa                              |        |        |        |
| Dinamarca                                  |                                                           |                                                           |        |        |        |
| Aalborg                                    | Aeropuerto de Aalborg                                     | Lufthansa Regional                                        |        |        |        |
| Billund                                    | Aeropuerto de Billund                                     | Lufthansa Regional                                        |        |        |        |
| Copenhague                                 | Aeropuerto de Copenhague-Kastrup                          | Lufthansa / Scandinavian Airlines                         |        |        |        |
| Eslovenia                                  |                                                           |                                                           |        |        |        |
| Liubliana                                  | Aeropuerto de Liubliana                                   | Lufthansa                                                 |        |        |        |
| España                                     |                                                           |                                                           |        |        |        |
| Alicante                                   | Aeropuerto de Alicante-Elche                              | Lufthansa                                                 |        |        |        |
| Asturias                                   | Aeropuerto de Asturias                                    | Lufthansa                                                 |        |        |        |
| Barcelona                                  | Aeropuerto Josep Tarradellas Barcelona-El Prat            | Lufthansa / Vueling                                       |        |        |        |
| Bilbao                                     | Aeropuerto de Bilbao                                      | Lufthansa                                                 |        |        |        |
| Fuerteventura                              | Aeropuerto de Fuerteventura                               | Condor / Discover Airlines / TUIfly                       |        |        |        |
| Gran Canaria                               | Aeropuerto de Gran Canaria                                | Condor / TUIfly                                           |        |        |        |
| La Palma                                   | Aeropuerto de La Palma                                    | Condor                                                    |        |        |        |
| Lanzarote                                  | Aeropuerto César Manrique-Lanzarote                       | Condor / TUIfly                                           |        |        |        |
| Madrid                                     | Aeropuerto Adolfo Suárez Madrid-Barajas                   | Air Europa / Iberia Express / Lufthansa                   |        |        |        |
| Málaga                                     | Aeropuerto de Málaga-Costa del Sol                        | Lufthansa                                                 |        |        |        |
| Palma de Mallorca                          | Aeropuerto de Palma de Mallorca                           | Ryanair                                                   |        |        |        |
| Pamplona                                   | Aeropuerto de Pamplona                                    | Lufthansa                                                 |        |        |        |
| Santiago de Compostela                     | Aeropuerto de Santiago-Rosalía de Castro                  | Lufthansa                                                 |        |        |        |
| Sevilla                                    | Aeropuerto de Sevilla                                     | Lufthansa                                                 |        |        |        |
| Tenerife Sur                               | Aeropuerto de Tenerife Sur                                | Condor / TUIfly                                           |        |        |        |
| Valencia                                   | Aeropuerto de Valencia                                    | Lufthansa                                                 |        |        |        |
| Estonia                                    |                                                           |                                                           |        |        |        |
| Tallin                                     | Aeropuerto de Tallin                                      | Lufthansa                                                 |        |        |        |
| Finlandia                                  |                                                           |                                                           |        |        |        |
| Helsinki                                   | Aeropuerto de Helsinki-Vantaa                             | Finnair / Lufthansa                                       |        |        |        |
| Francia                                    |                                                           |                                                           |        |        |        |
| Lyon                                       | Aeropuerto de Lyon-Saint Exupéry                          | Lufthansa                                                 |        |        |        |
| Marsella                                   | Aeropuerto de Marsella-Provenza                           | Lufthansa                                                 |        |        |        |
| Niza                                       | Aeropuerto de Niza Costa Azul                             | Lufthansa                                                 |        |        |        |
| París                                      | Aeropuerto de París-Charles de Gaulle                     | Air France / Lufthansa                                    |        |        |        |
| Toulouse                                   | Aeropuerto de Toulouse-Blagnac                            | Lufthansa                                                 |        |        |        |
| Grecia                                     |                                                           |                                                           |        |        |        |
| Atenas                                     | Aeropuerto Internacional Eleftherios Venizelos            | Aegean Airlines / Lufthansa / Ryanair                     |        |        |        |
| Salónica                                   | Aeropuerto de Salónica                                    | Aegean Airlines                                           |        |        |        |
| Hungría                                    |                                                           |                                                           |        |        |        |
| Budapest                                   | Aeropuerto de Budapest-Ferenc Liszt                       | Lufthansa / Wizz Air                                      |        |        |        |
| Irlanda                                    |                                                           |                                                           |        |        |        |
| Dublín                                     | Aeropuerto de Dublín                                      | Aer Lingus / Lufthansa / Ryanair                          |        |        |        |
| Islandia                                   |                                                           |                                                           |        |        |        |
| Reikiavik                                  | Aeropuerto Internacional de Keflavík                      | Icelandair / Lufthansa                                    |        |        |        |
| Italia                                     |                                                           |                                                           |        |        |        |
| Bérgamo                                    | Aeropuerto de Bérgamo-Orio al Serio                       | Ryanair                                                   |        |        |        |
| Bolonia                                    | Aeropuerto de Bolonia-Guglielmo Marconi                   | Lufthansa                                                 |        |        |        |
| Catania                                    | Aeropuerto de Catania-Fontanarossa                        | Ryanair                                                   |        |        |        |
| Bríndisi                                   | Aeropuerto de Bríndisi                                    | Ryanair                                                   |        |        |        |
| Florencia                                  | Aeropuerto de Florencia                                   | Lufthansa                                                 |        |        |        |
| Lamezia Terme                              | Aeropuerto Internacional de Lamezia Terme                 | TUIfly                                                    |        |        |        |
| Milán                                      | Aeropuerto de Milán-Linate                                | ITA Airways / Lufthansa                                   |        |        |        |
| Milán                                      | Aeropuerto de Milán-Malpensa                              | Lufthansa                                                 |        |        |        |
| Nápoles                                    | Aeropuerto de Nápoles-Capodichino                         | Lufthansa                                                 |        |        |        |
| Palermo                                    | Aeropuerto de Palermo-Punta Raisi                         | Lufthansa Regional                                        |        |        |        |
| Pisa                                       | Aeropuerto de Pisa                                        | Ryanair                                                   |        |        |        |
| Roma                                       | Aeropuerto de Roma-Fiumicino                              | ITA Airways / Lufthansa                                   |        |        |        |
| Treviso                                    | Aeropuerto de Sant'Angelo Treviso                         | Ryanair                                                   |        |        |        |
| Turín                                      | Aeropuerto de Turín-Caselle                               | Lufthansa                                                 |        |        |        |
| Venecia                                    | Aeropuerto Internacional Marco Polo                       | Lufthansa                                                 |        |        |        |
| Kosovo                                     |                                                           |                                                           |        |        |        |
| Pristina                                   | Aeropuerto Internacional de Pristina                      | Lufthansa                                                 |        |        |        |
| Letonia                                    |                                                           |                                                           |        |        |        |
| Riga                                       | Aeropuerto Internacional de Riga                          | AirBaltic / Lufthansa                                     |        |        |        |
| Lituania                                   |                                                           |                                                           |        |        |        |
| Vilna                                      | Aeropuerto Internacional de Vilna                         | Lufthansa                                                 |        |        |        |
| Luxemburgo                                 |                                                           |                                                           |        |        |        |
| Ciudad de Luxemburgo                       | Aeropuerto de Luxemburgo                                  | Lufthansa Regional                                        |        |        |        |
| Malta                                      |                                                           |                                                           |        |        |        |
| Malta                                      | Aeropuerto Internacional de Malta                         | Lufthansa                                                 |        |        |        |
| Moldavia                                   |                                                           |                                                           |        |        |        |
| Chisináu                                   | Aeropuerto Internacional de Chisináu                      | Air Moldova / Lufthansa                                   |        |        |        |
| Noruega                                    |                                                           |                                                           |        |        |        |
| Oslo                                       | Aeropuerto de Oslo-Gardermoen                             | Lufthansa / Scandinavian Airlines                         |        |        |        |
| Stavanger                                  | Aeropuerto de Stavanger-Sola                              | Lufthansa                                                 |        |        |        |
| Países Bajos                               |                                                           |                                                           |        |        |        |
| Ámsterdam                                  | Aeropuerto de Ámsterdam-Schiphol                          | KLM / Lufthansa                                           |        |        |        |
| Róterdam                                   | Aeropuerto de Róterdam-La Haya                            | Lufthansa Regional                                        |        |        |        |
| Polonia                                    |                                                           |                                                           |        |        |        |
| Breslavia                                  | Aeropuerto de Breslavia-Copérnico                         | Lufthansa                                                 |        |        |        |
| Bydgoszcz                                  | Aeropuerto de Bydgoszcz-Ignacy Jan Paderewski             | Lufthansa                                                 |        |        |        |
| Cracovia                                   | Aeropuerto de Cracovia-Juan Pablo II                      | Lufthansa / Ryanair                                       |        |        |        |
| Gdansk                                     | Aeropuerto de Gdańsk-Lech Wałęsa                          | Lufthansa Regional                                        |        |        |        |
| Katowice                                   | Aeropuerto Internacional de Katowice                      | Lufthansa Regional                                        |        |        |        |
| Lublin                                     | Aeropuerto de Lublin                                      | Lufthansa                                                 |        |        |        |
| Poznań                                     | Aeropuerto de Poznań-Ławica                               | Lufthansa Regional                                        |        |        |        |
| Rzeszów                                    | Aeropuerto de Rzeszów                                     | Lufthansa Regional                                        |        |        |        |
| Varsovia                                   | Aeropuerto Chopin de Varsovia                             | LOT Polish Airlines / Lufthansa                           |        |        |        |
| Portugal                                   |                                                           |                                                           |        |        |        |
| Faro                                       | Aeropuerto de Faro                                        | Lufthansa / Ryanair                                       |        |        |        |
| Funchal                                    | Aeropuerto de Madeira                                     | Condor / Lufthansa                                        |        |        |        |
| Lisboa                                     | Aeropuerto de Lisboa-Humberto Delgado                     | Lufthansa / Ryanair / TAP Portugal                        |        |        |        |
| Oporto                                     | Aeropuerto de Oporto-Francisco Sá Carneiro                | Lufthansa / Ryanair                                       |        |        |        |
| Ponta Delgada                              | Aeropuerto Juan Pablo II                                  | SATA Air Açores                                           |        |        |        |
| Reino Unido                                |                                                           |                                                           |        |        |        |
| Aberdeen                                   | Aeropuerto de Aberdeen                                    | Lufthansa                                                 |        |        |        |
| Birmingham                                 | Aeropuerto de Birmingham                                  | Lufthansa                                                 |        |        |        |
| Brístol                                    | Aeropuerto de Brístol                                     | Lufthansa                                                 |        |        |        |
| Edimburgo                                  | Aeropuerto de Edimburgo                                   | Lufthansa                                                 |        |        |        |
| Glasgow                                    | Aeropuerto Internacional de Glasgow                       | Lufthansa                                                 |        |        |        |
| Londres                                    | Aeropuerto de Londres-City                                | BA CityFlyer / Lufthansa CityLine                         |        |        |        |
| Londres                                    | Aeropuerto de Londres-Heathrow                            | British Airways / Lufthansa                               |        |        |        |
| Londres                                    | Aeropuerto de Londres-Stansted                            | Ryanair                                                   |        |        |        |
| Mánchester                                 | Aeropuerto de Mánchester                                  | Lufthansa / Ryanair                                       |        |        |        |
| República Checa                            |                                                           |                                                           |        |        |        |
| Praga                                      | Aeropuerto Internacional de Ruzyně                        | Czech Airlines / Lufthansa                                |        |        |        |
| Rumania                                    |                                                           |                                                           |        |        |        |
| Bucarest                                   | Aeropuerto Internacional de Bucarest-Henri Coandă         | Lufthansa Regional / TAROM                                |        |        |        |
| Cluj-Napoca                                | Aeropuerto de Cluj-Napoca                                 | Lufthansa                                                 |        |        |        |
| Serbia                                     |                                                           |                                                           |        |        |        |
| Belgrado                                   | Aeropuerto de Belgrado-Nikola Tesla                       | Air Serbia / Lufthansa Regional                           |        |        |        |
| Suecia                                     |                                                           |                                                           |        |        |        |
| Estocolmo                                  | Aeropuerto de Estocolmo-Arlanda                           | Lufthansa / Scandinavian Airlines                         |        |        |        |
| Gotemburgo                                 | Aeropuerto de Gotemburgo-Landvetter                       | Lufthansa                                                 |        |        |        |
| Suiza Francia Alemania                     |                                                           |                                                           |        |        |        |
| Basilea/Mulhouse/Friburgo                  | Aeropuerto de Basilea-Mulhouse-Friburgo                   | Lufthansa Regional                                        |        |        |        |
| Suiza                                      |                                                           |                                                           |        |        |        |
| Ginebra                                    | Aeropuerto Internacional de Ginebra                       | Lufthansa                                                 |        |        |        |
| Zúrich                                     | Aeropuerto Internacional de Zúrich                        | Lufthansa / Swiss / Swiss                                 |        |        |        |
| Ucrania                                    |                                                           |                                                           |        |        |        |
| Kiev                                       | Aeropuerto Internacional de Kiev                          | Lufthansa / Ukraine International Airlines / Wizz Air     |        |        |        |

## Estadísticas

### Tráfico anual

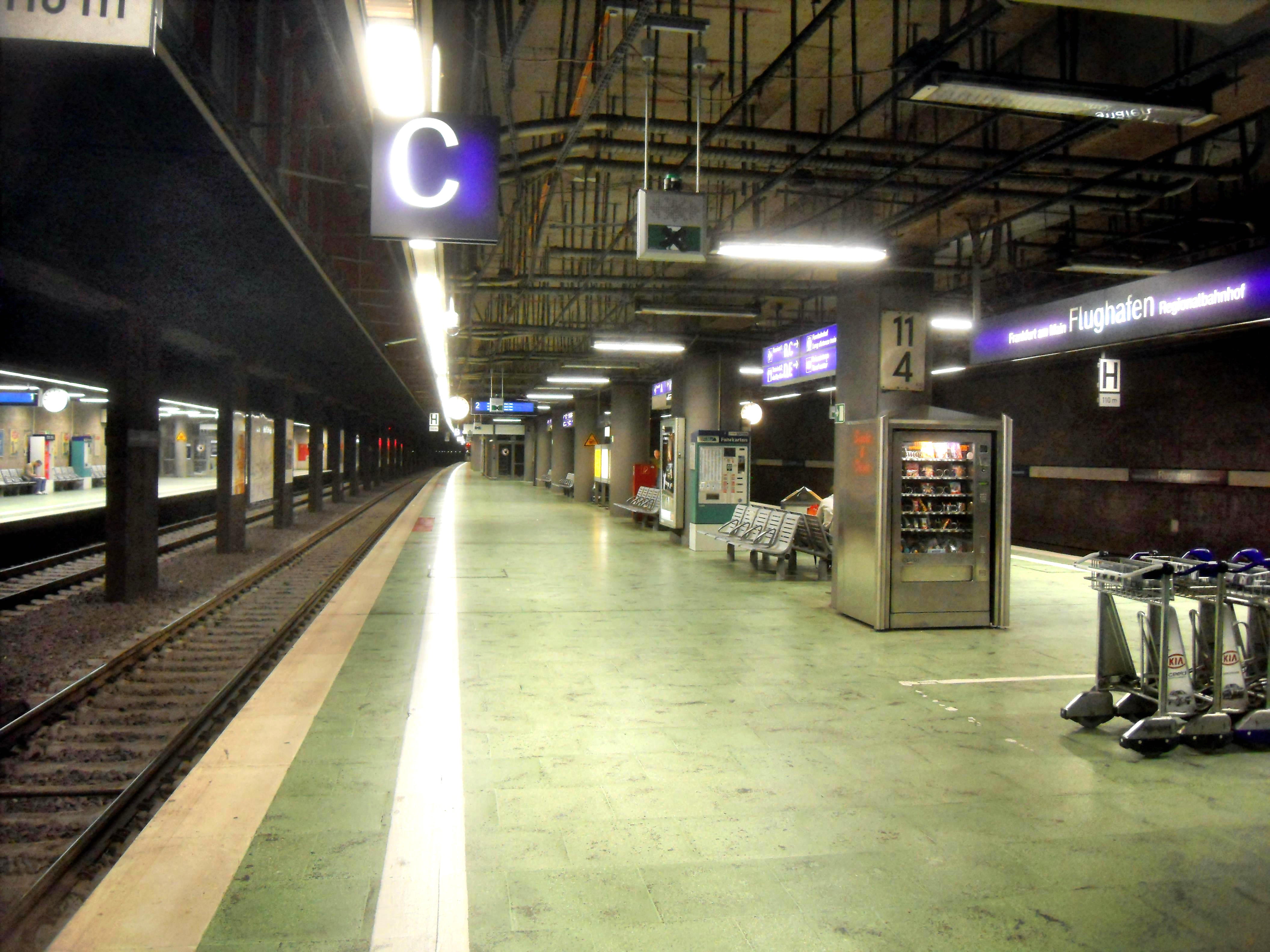
Estación regional del aeropuerto.

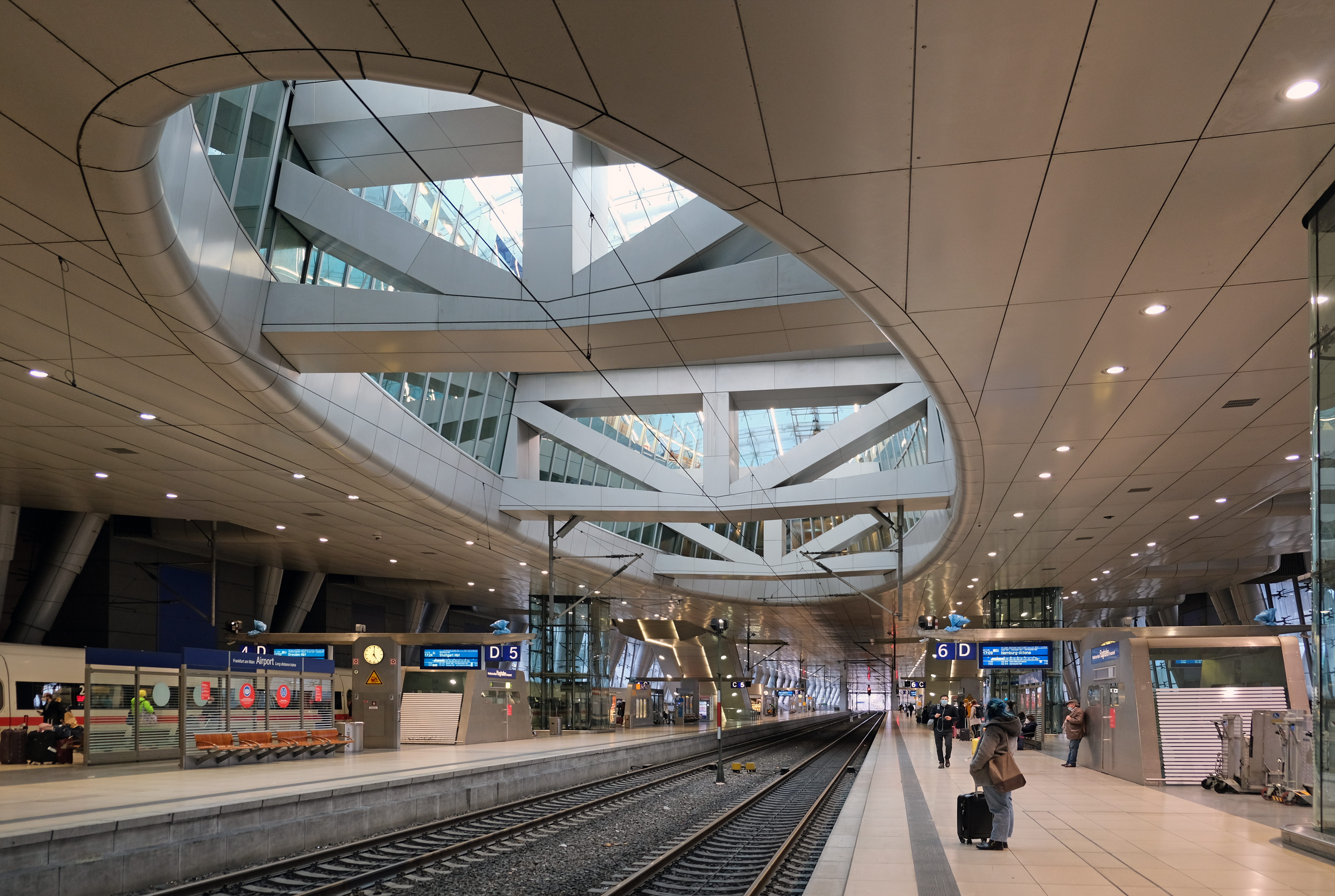
Estación de larga distancia del aeropuerto.

| Año  | Pasajeros  | % cambio    |
| ---- | ---------- | ----------- |
| 2000 | 49,360,620 | Sin cambios |
| 2001 | 48,559,980 | -1.6%       |
| 2002 | 48,450,356 | -0.2%       |
| 2003 | 48,351,664 | -0.2%       |
| 2004 | 51,098,271 | 5.6%        |
| 2005 | 52,219,412 | 2.2%        |
| 2006 | 52,810,683 | 1.1%        |
| 2007 | 54,161,856 | 2.5%        |
| 2008 | 53,467,450 | -1.3%       |
| 2009 | 50,932,840 | -4.3%       |
| 2010 | 53,009,221 | 4%          |
| 2011 | 56,436,255 | 6.4%        |
| 2012 | 57,520,001 | 2%          |
| 2013 | 58,036,948 | 1%          |
| 2014 | 59,570,000 | 2.6%        |
| 2015 | 61,032,022 | 2.4%        |
| 2016 | 60,792,308 | -0.4%       |
| 2017 | 64,500,386 | 6.1%        |
| 2018 | 69,514,414 | 7.8%        |
| 2019 | 70,560,987 | 1.5%        |
| 2020 | 18,768,601 | -73.4%      |
| 2021 | 24,814,921 | 32.2%       |
| 2022 | 48,923,474 | 97.2%       |
| 2023 | 59,359,539 | 21.3%       |
| 2024 | 61,564,957 | 3.7%        |

## Instalaciones

### Terminales

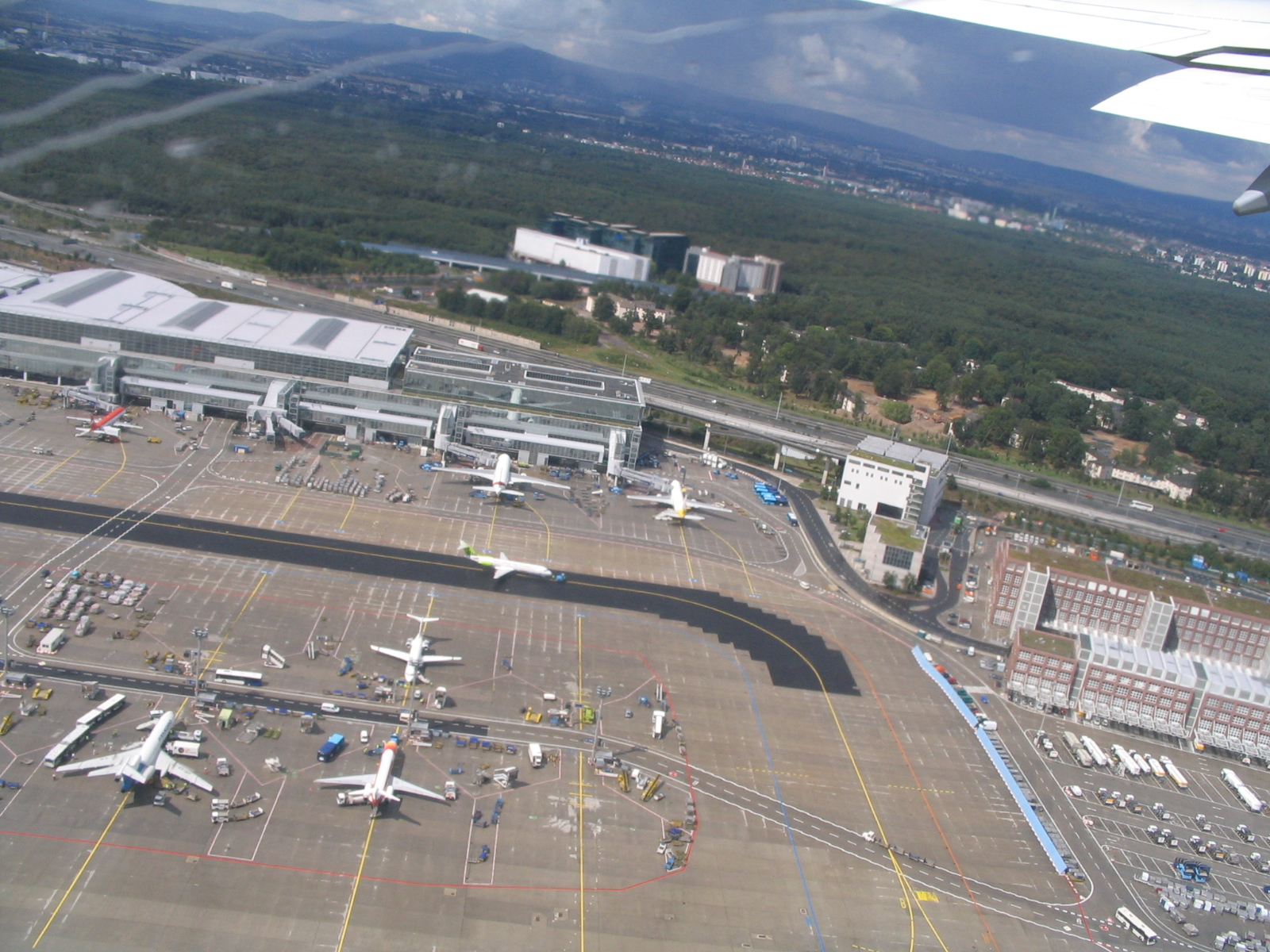
Terminal 2 durante el despegue.

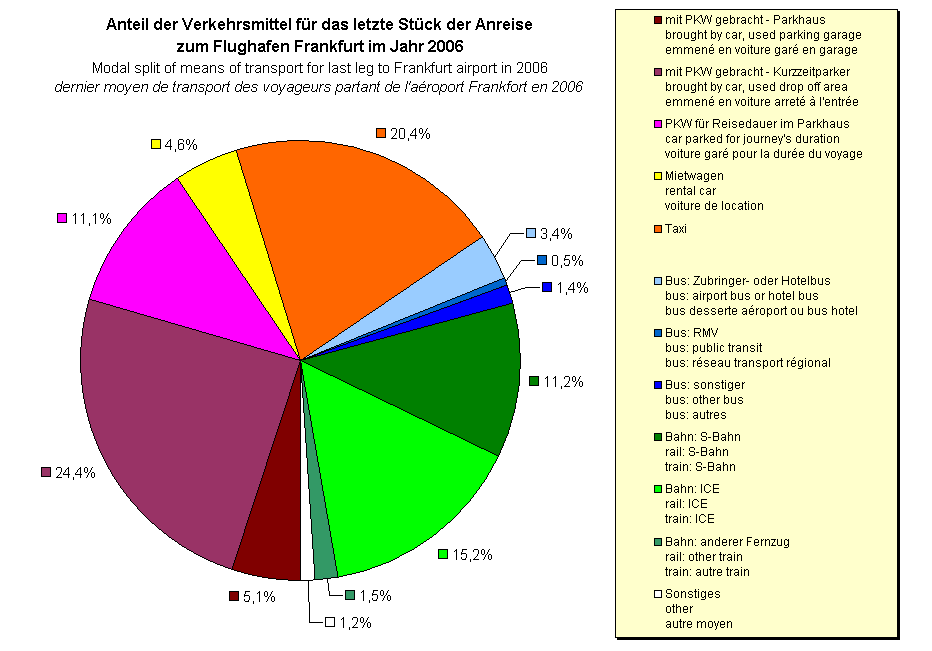
Parte de los módulos de transporte para llegar al aeropuerto que utilizaban los pasajeros que partían en 2006

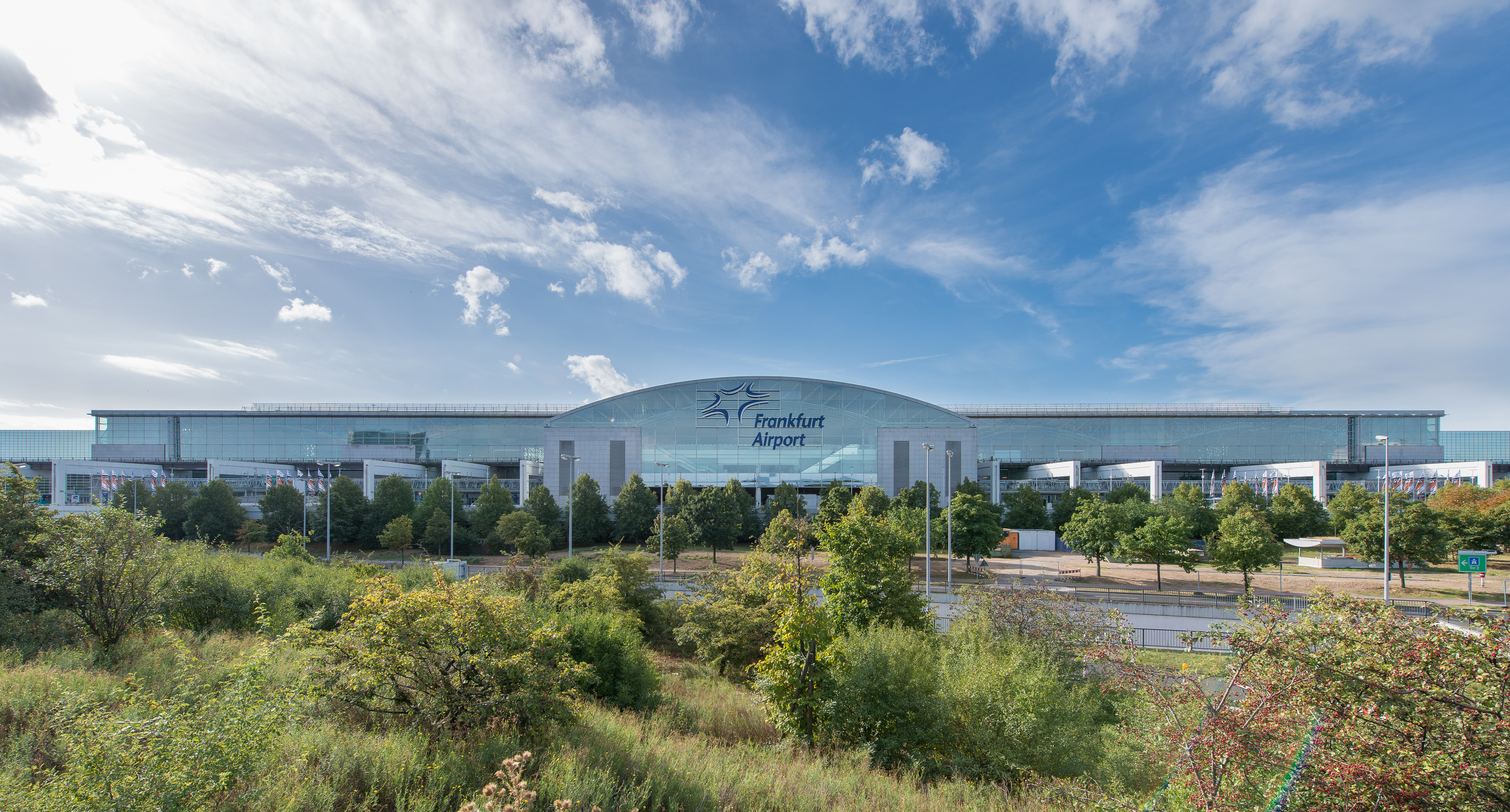
Terminal 2

El aeropuerto de Fráncfort tiene dos terminales principales de pasajeros (1 y 2) y una mucho más pequeña para los pasajeros de primera clase (First Class Terminal) operada exclusivamente por Lufthansa. A diferencia de otros muchos aeropuertos internacionales, las operaciones de la terminal están agrupadas por aerolíneas y alianzas aéreas en lugar de por vuelos nacionales y de largo radio.

### Horarios de vuelo
Información del aeropuerto de Frankfurt para salidas y llegadas en las Terminales 1 y 2..
Salidas Frankfurt
Llegadas Frankfurt

#### Terminal de primera clase
Lufthansa mantiene una terminal exclusiva para los pasajeros de primera clase del Grupo. Los pasajeros que vuelan con otra compañía de Star Alliance no tienen acceso a esta terminal. En dicha terminal trabajan 200 empleados para atender a cerca de 300 personas diariamente. Posee un monitoreo de seguridad individual, instalaciones aduaneras, servicio de aparcacoches, restaurante, sala de descanso, oficinas, sala para fumadores y duchas. Una vez pasados los controles de inmigración, los pasajeros son llevados directamente desde la terminal al avión en un automóvil Mercedes Benz o Porsche Panamera.

### Pistas de aterrizaje

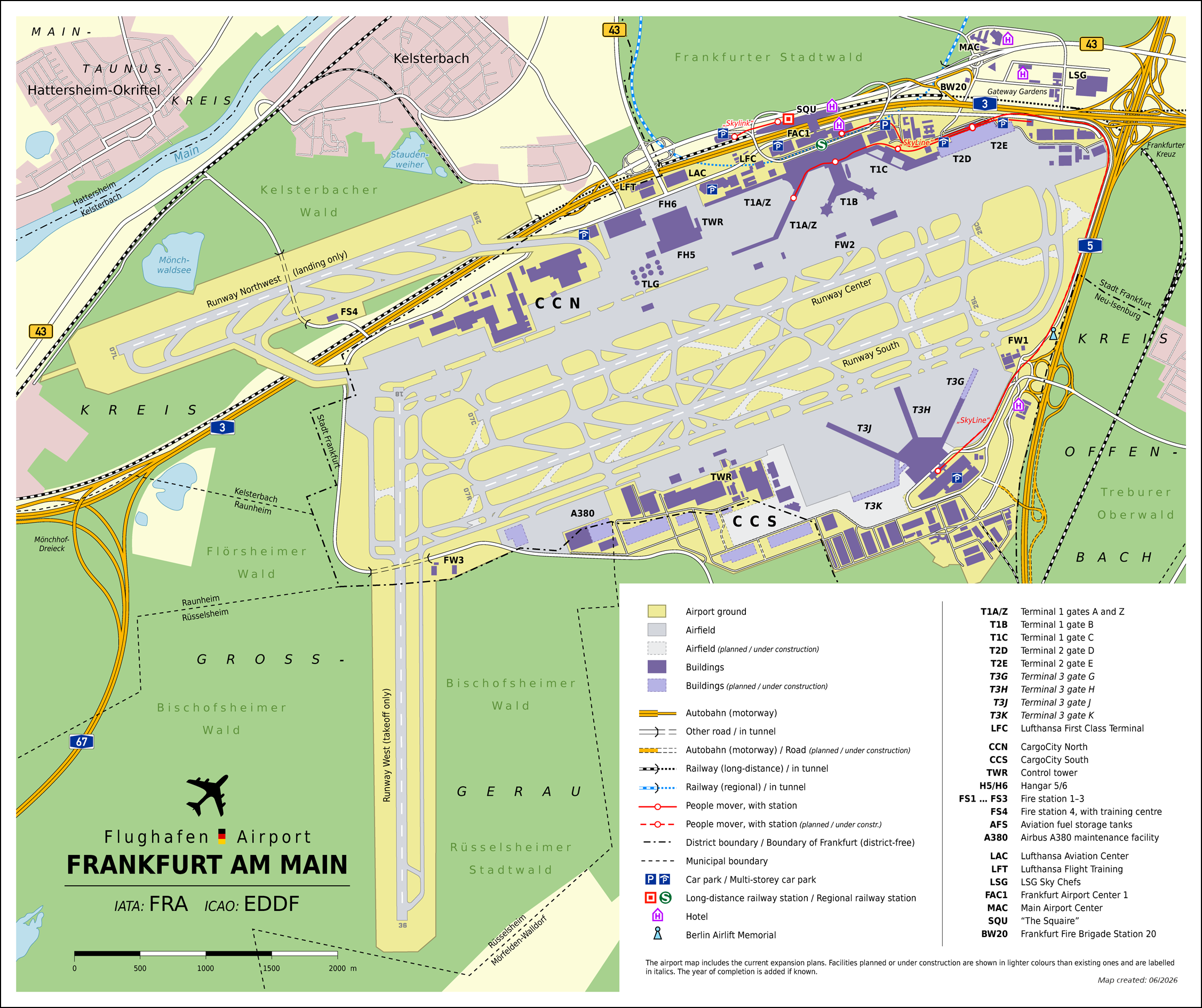
Mapa del aeropuerto

El aeropuerto tiene cuatro pistas de despegue y aterrizaje: tres de ellas paralelas entre sí en dirección este-oeste y la cuarta en dirección norte-sur.
Con la construcción de la cuarta pista (la noroeste), el aeropuerto tiene por primera vez capacidad para operar con despegues y aterrizajes paralelos simultáneamente gracias a la separación de 1400 m (4.593 ft) entre esta y la pista sur, lo cual antes no era posible debido a las restricciones de la OACI.
Durante la operación normal, las dos pistas paralelas exteriores (07L/25R y 07R/25L) se usan para aterrizajes y tanto la pista central (07C/25C) como la oeste (18) se utilizan para los despegues. Las tres pistas paralelas tienen dos nombres porque pueden usarse en ambos sentidos, mientras que la pista oeste solo en uno.
| Dirección/nombre         | Dimensiones en m / ft    | Superficie | Disposición | Inicio de operaciones | Uso                                                                                |
| ------------------------ | ------------------------ | ---------- | ----------- | --------------------- | ---------------------------------------------------------------------------------- |
| 07C/25C (Pista norte)    | 4000 × 60 / 13,123 × 197 | Asfalto    | Este-oeste  | 1936                  | Despegues (aterrizajes permitidos)                                                 |
| 07R/25L (Pista sur)      | 4000 × 45 / 13,123 × 148 | Asfalto    | Este-oeste  | 1949                  | Despegues y aterrizajes                                                            |
| 18 (Pista oeste)         | 4000 × 45 / 13,123 × 148 | Hormigón   | Norte-sur   | 1984                  | Solo despegues en dirección sur                                                    |
| 07L/25R (Pista noroeste) | 2800 × 45 / 9,240 × 148  | Hormigón   | Este-oeste  | 2011                  | Solo aterrizajes (no permitida a Airbus A380, Boeing 747, McDonnell Douglas MD-11) |

## Galería

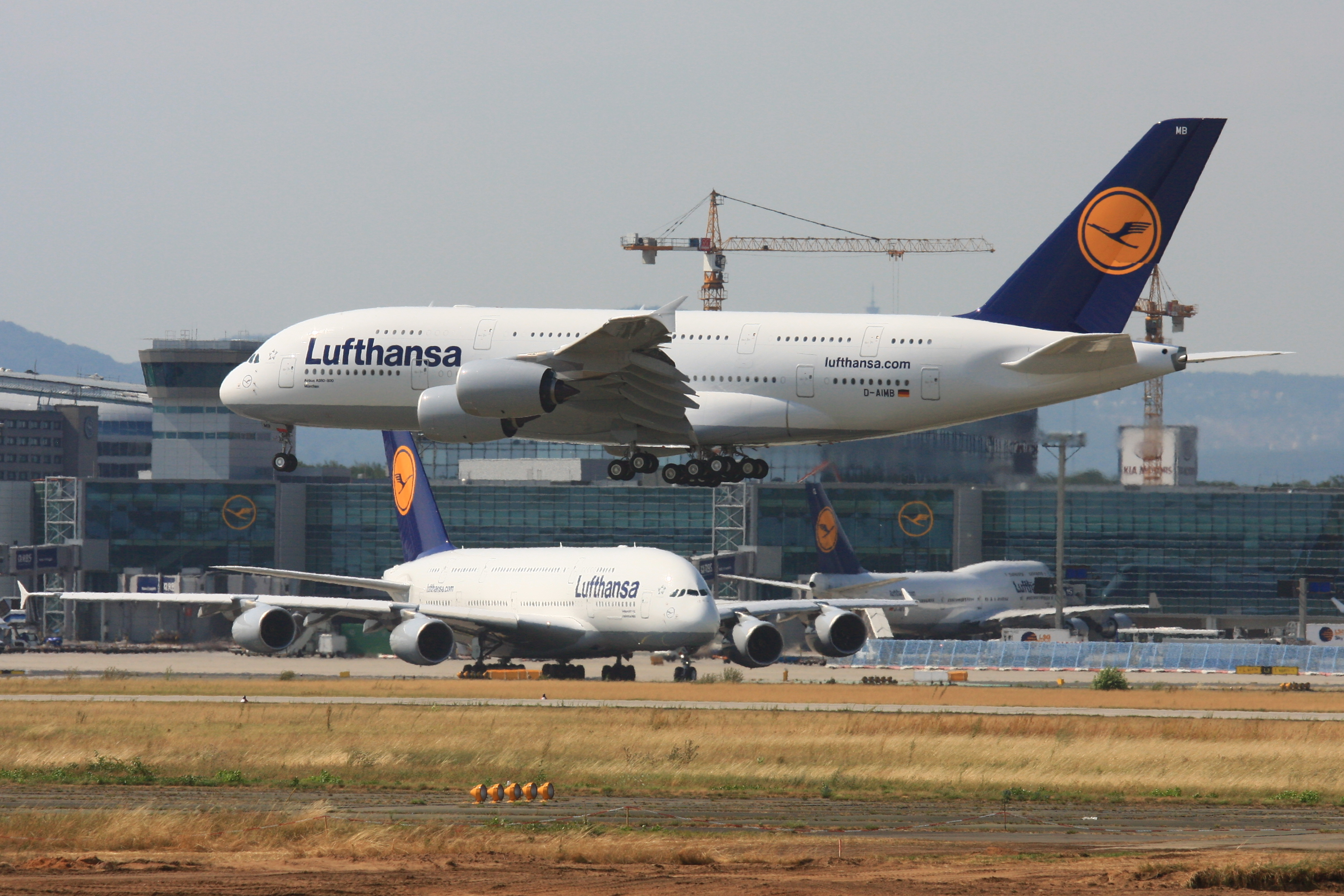
Airbus A380 de Lufthansa en el Aeropuerto Internacional de Fráncfort del Meno, Alemania
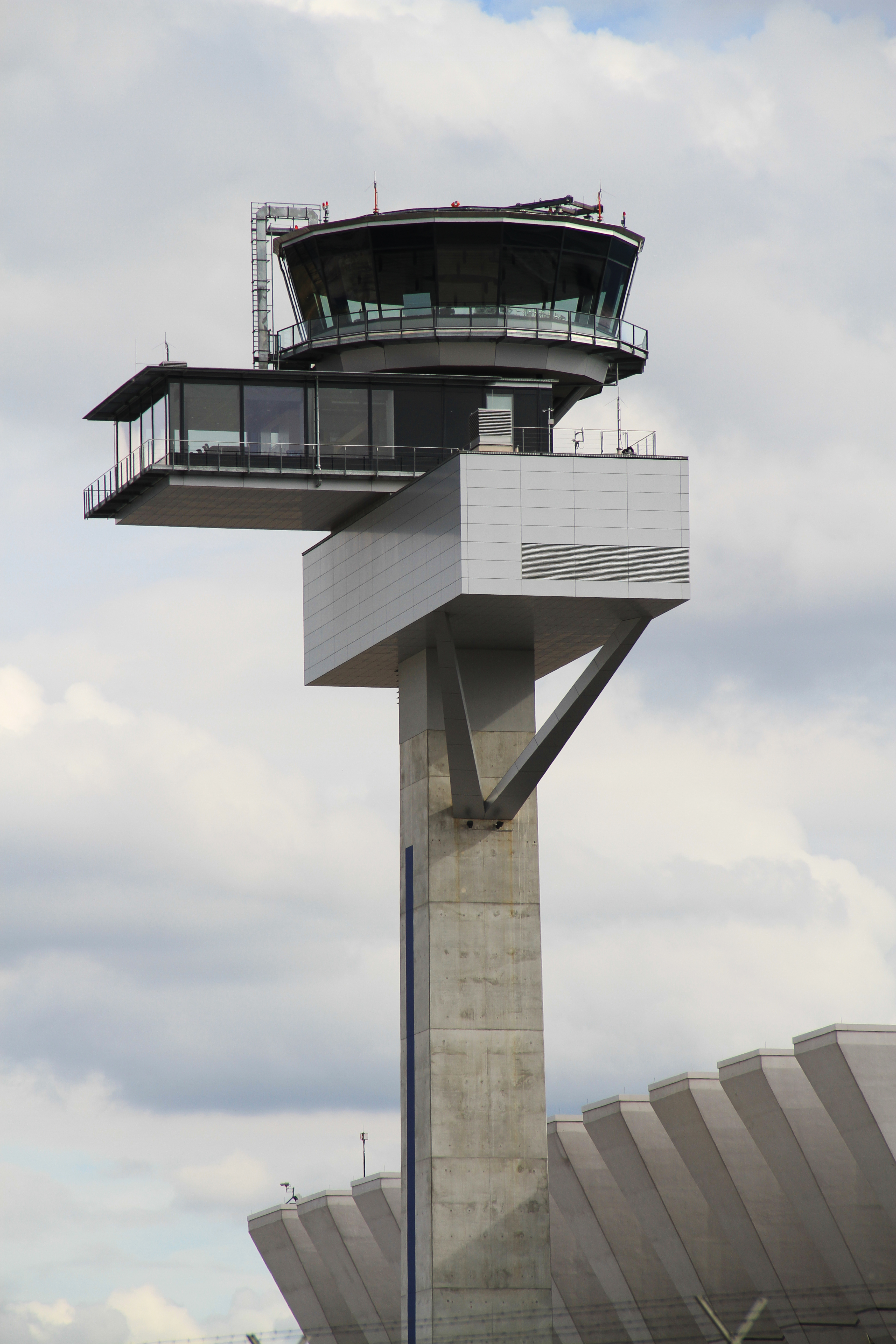
Torre de control del Aeropuerto Internacional de Fráncfort del Meno, Alemania
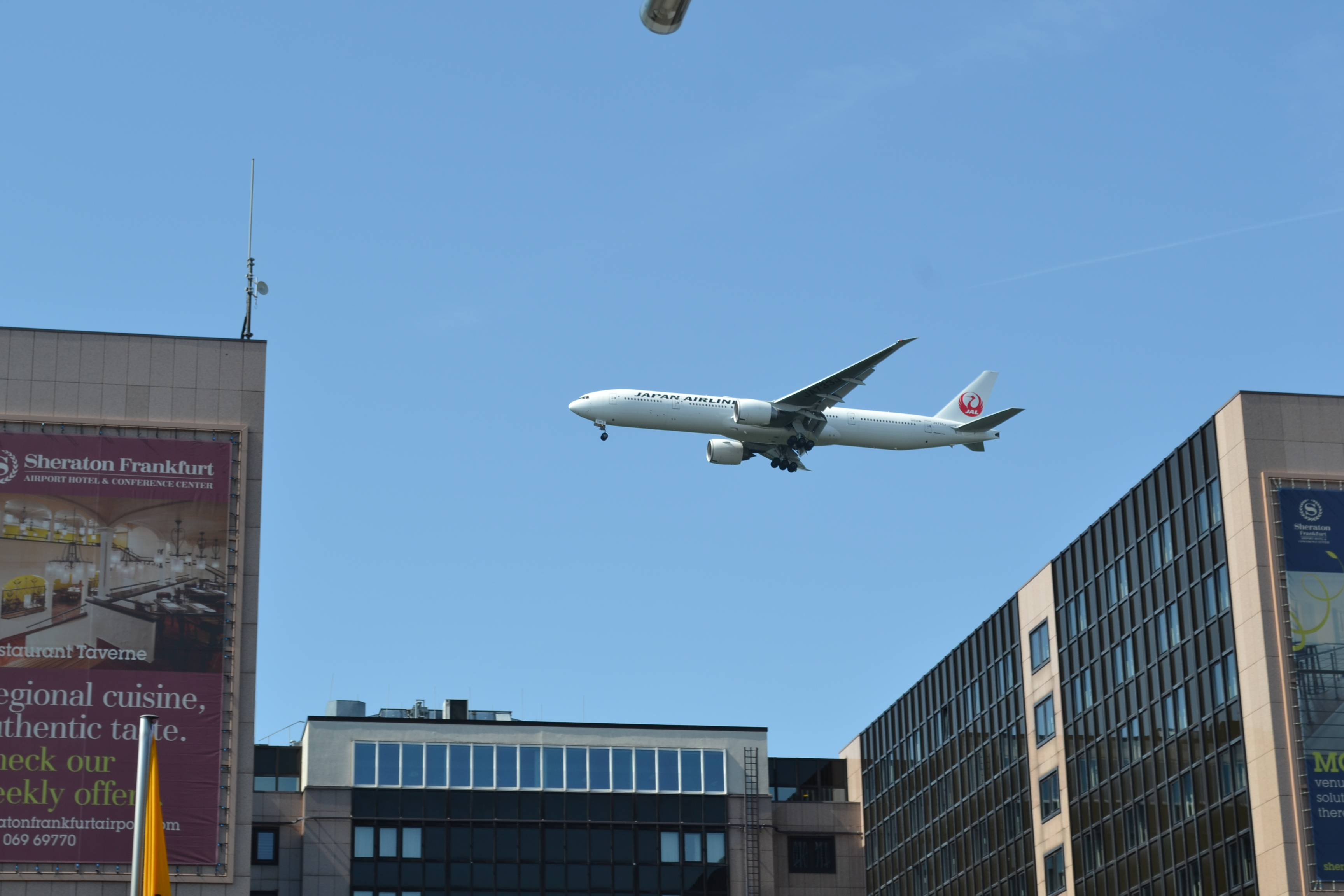
Boeing 777 de Japan Airlines aterrizando en el Aeropuerto Internacional de Fráncfort del Meno, Alemania
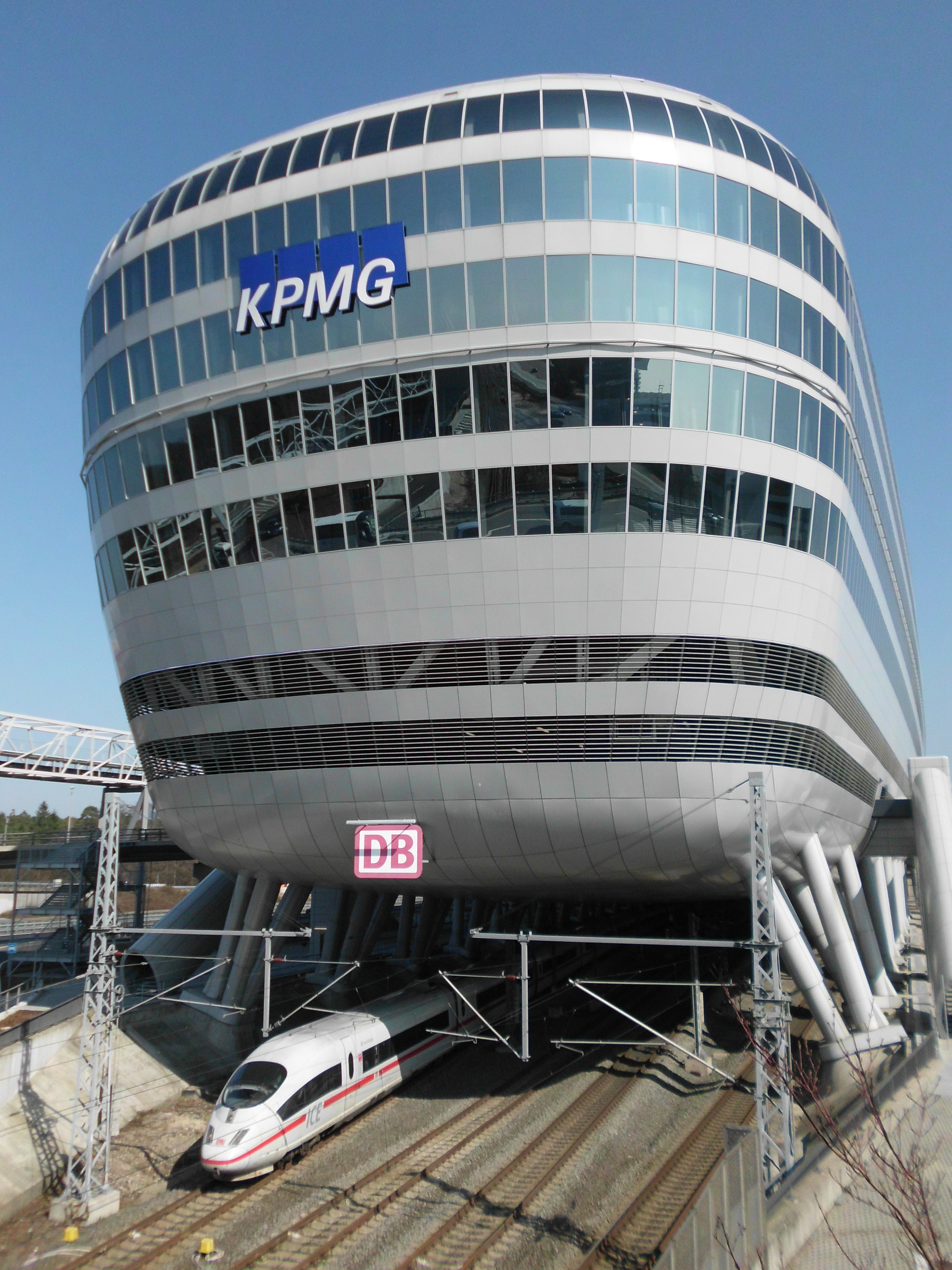
Estación de larga distancia desde fuera con el ICE 3 partiendo